# Stacja Narciarska Witów-Ski w Witowie

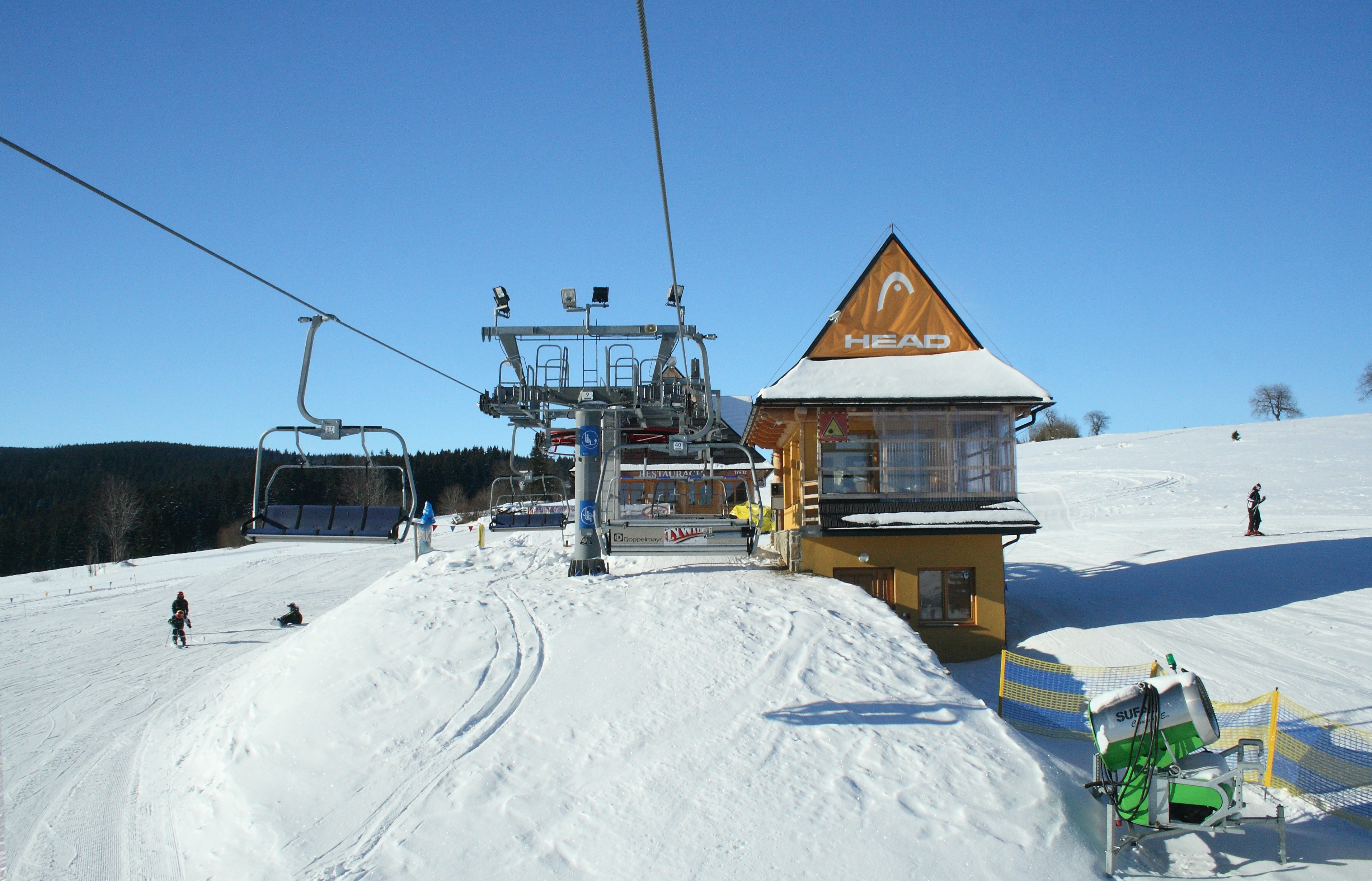
Górna stacja kolei krzesełkowej, 2010

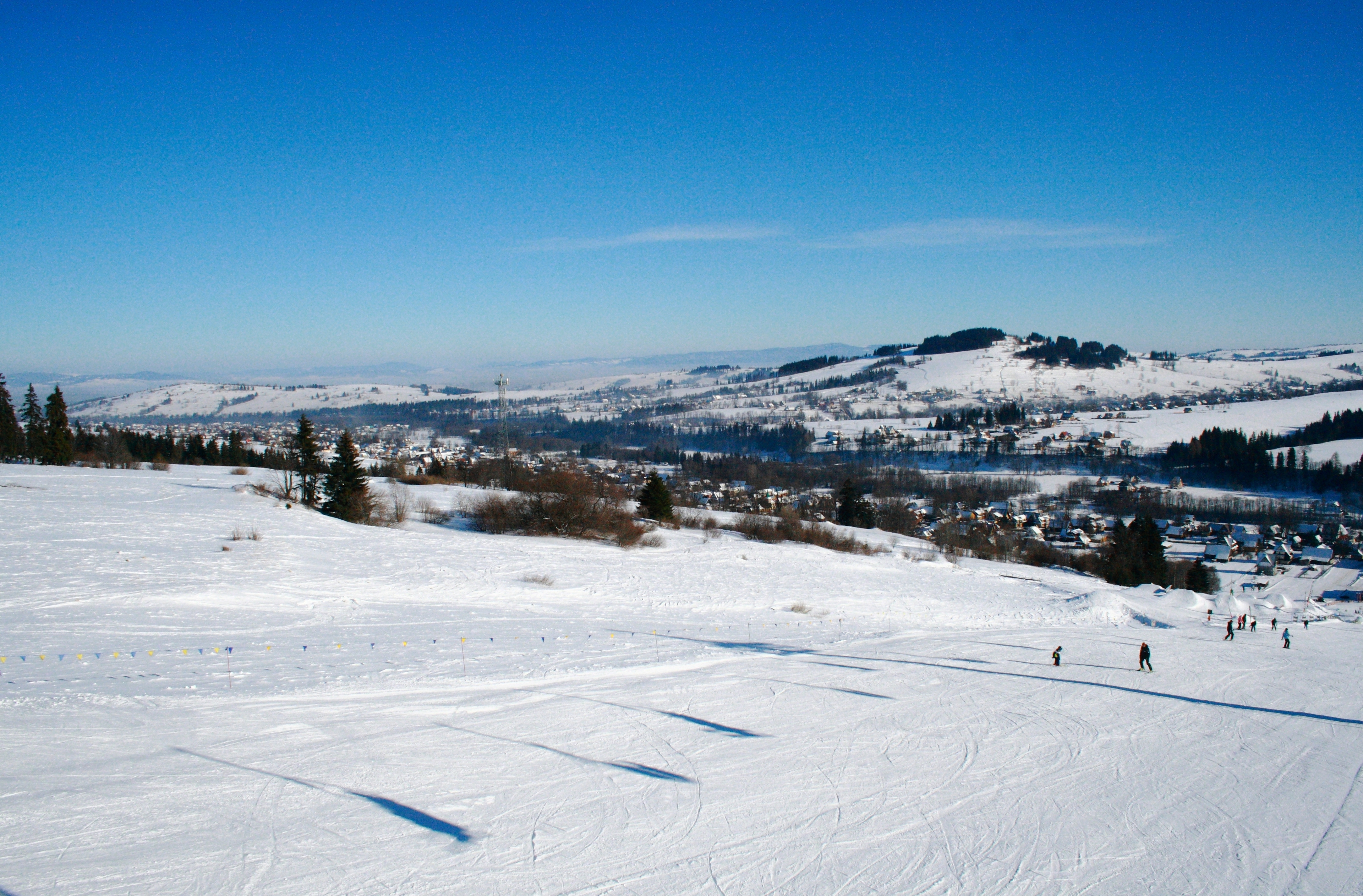
Trasa stacji wzdłuż kolei krzesełkowej, 2010

Stacja Narciarska Witów-Ski w Witowie – ośrodek narciarski w Witowie, w gminie Kościelisko na wschodnich zboczach grzbietu Wierchów Orawicko-Witowskich między Magurą Witowską a Masnakovą.

## Kolej i wyciąg
W skład kompleksu wchodzą:
- (D) 4-osobowa kolej krzesełkowa firmy Doppelmayr Garaventa Group z taśmą rozpędową, o długości 1000 m i przepustowości 2200 osób na godzinę i przewyższeniu – 150 m, czas wjazdu – 6 minut
- (C) wyciąg talerzykowy o długości 120 m, przewyższeniu 30 m i przepustowości 300 osób na godzinę.

## Trasy
| Nazwa trasy | Trudność  | Start                              | Start                 | Meta                               | Meta                  | Dłu- gość (m) | Prze- wyż- sze- nie (m) | Na- chy- le- nie (%) | Oś- wie- tle- nie | Sztucz- ne naśnie- żanie | Homologacja FIS | Homologacja FIS | Homologacja FIS |
| Nazwa trasy | Trudność  | nazwa                              | wyso- kość (m n.p.m.) | nazwa                              | wyso- kość (m n.p.m.) | Dłu- gość (m) | Prze- wyż- sze- nie (m) | Na- chy- le- nie (%) | Oś- wie- tle- nie | Sztucz- ne naśnie- żanie | numer           | ważna do        | uwagi           |
| ----------- | --------- | ---------------------------------- | --------------------- | ---------------------------------- | --------------------- | ------------- | ----------------------- | -------------------- | ----------------- | ------------------------ | --------------- | --------------- | --------------- |
| 1           | niebieska | górna stacja kolei krzesełkowej    | 980                   | dolna stacja kolei krzesełkowej    | 830                   | 1000          | 150                     | 15                   | tak               | tak                      |                 |                 |                 |
| 2           | zielona   | górna stacja wyciągu orczykowego 2 | ok. 860               | dolna stacja wyciągu orczykowego 2 | ok. 830               | 120           | 30                      |                      | tak               | tak                      |                 |                 |                 |

W ofercie znajduje się około 1120 m łatwych tras zjazdowych. Trasy są sztucznie naśnieżane, ratrakowane, oświetlone i nagłośnione.
Stacja jest członkiem Stowarzyszenia Polskie stacje narciarskie i turystyczne.

## Pozostała infrastruktura
Przy dolnej stacji kolei krzesełkowej znajdują się:
- Szkoła Narciarstwa i Snowboardu „Szkoła Jagny” Jagny Marczułajtis
- największy i jeden z najlepszych w kraju snowpark dla snowboardzistów i narciarzy dowolnych „Head Snowpark Witów-Ski[4]
- placówka TOPR
- serwis sprzętu
- wypożyczalnia sprzętu narciarskiego, centrum testowe
- sklep sportowy
- punkty gastronomiczne: regionalna karczma „Pod Wyciągiem” (o pojemności 250 osób), restauracja „Witowianka” (również 250 miejsc)
- bezpłatny parking.

Stacja posiada 3 ratraki: 2 firmy Leitner, trzeci – firmy Kasbohrer.
Maskotką stacji jest Miś Witóś.

## Operator
Operatorem kompleksu jest spółka Witów-Ski Sp. z o.o. z siedzibą w Witowie 205C. Prezesem zarządu spółki jest Stanisław Gut.

## Historia
Spółka została zarejestrowana w KRS w marcu 2006 roku. Szkoła Jagny Marczułajtis powstała w tymże roku. W 2007 roku uruchomiono kolej krzesełkową. W sezonie 2008/2009 oddano do użytku snowpark. W lutym 2011 roku oddano do użytku restaurację „Witowianka”.

## Inne wyciągi na zboczu Wierchów Orawicko-Witowskich
W najbliższej okolicy znajduje się kilka innych wyciągów, w szczególności 4 łatwe wyciągi talerzykowe na tym samym stoku o poniższych parametrach (długość, przewyższenie, przepustowość):
- 2 na południe (A i B) od Stacji (A: 350, 35, 400 i B: 270, 15, 400) i
- 2 na północ (E: 400, 60, 800 i F: 300, 40, 500).

Ponadto, na południe od potoku Siwa Woda, przy wyjeździe z Witowa w kierunku Zakopanego, po prawej stronie, znajduje się Stacja Narciarska Biały Potok Piotra Czuja z 3 wyciągami orczykowymi (350 m, 250 m i 220 m na łagodnym stoku o niewielkim przewyższeniu), wypożyczalnią skuterów śnieżnych i sprzętu narciarskiego. Stoki są dośnieżane, ratrakowane i oświetlone.